# Sahune
Sahune är en kommun i departementet Drôme i regionen Auvergne-Rhône-Alpes i sydöstra Frankrike. Kommunen ligger i kantonen Rémuzat som tillhör arrondissementet Nyons. År 2022 hade Sahune 298 invånare.

## Befolkningsutveckling
Antalet invånare i kommunen Sahune
Referens:INSEE